# Factotum (film)
Factotum er en film instrueret af Bent Hamer baseret på en roman af samme navn skrevet af Charles Bukowski. Filmen er oprindeligt en norsk produktion, men med et amerikansk skuespillerhold indeholdende blandt andre Matt Dillon. Den blev udgivet i Norge i 2005 og blev derefter distribueret i USA af IFC Films i 2006.